# Passalus hubneri
Passalus hubneri is een keversoort uit de familie Passalidae. De wetenschappelijke naam van de soort is voor het eerst geldig gepubliceerd in 1898 door Kuwert.